# Девин
Де́вин (болг. Девин) — місто в Смолянській області Болгарії. Адміністративний центр общини Девин.

## Населення
За даними перепису населення 2011 року у місті проживали 7060 осіб.
Національний склад населення міста:
| Національність   | Кількість осіб | Відсоток |
| ---------------- | -------------- | -------- |
| болгари          | 5827           | 95,6%    |
| роми             | 102            | 1,7%     |
| турки            | 55             | 0,9%     |
| інша             | 18             | 0,3%     |
| не визначились   | 96             | 1,6%     |
| Всього відповіли | 6098           |          |

Розподіл населення за віком у 2011 році:
Динаміка населення: